# Two Cars, One Night
Two Cars, One Night è un cortometraggio del 2004 diretto da Taika Waititi.

## Trama
Tre bambini fanno amicizia in un parcheggio di Te Kaha, Nuova Zelanda.

## Distribuzione
Dal 25 aprile 2019 il cortometraggio è disponibile ufficialmente sul canale YouTube di Fox Searchlight Pictures.

## Riconoscimenti
- Premi Oscar 2005
  - Candidatura come miglior cortometraggio
- AFI Film Festival 2004
  - Short Award
- Festival internazionale del cinema di Berlino 2004
  - Panorama Short Film Award
- Hamburg International Short Film Festival 2004
  - Hamburg Short Film Award
- Oberhausen International Short Film Festival 2004
  - Award of the Theatre Owners
- Seattle International Film Festival 2004
  - Short Film Competition Award
- NZ Film and TV Awards 2004
  - Best Short Film Performance
  - Best Short Film Screenplay
  - Best Technical Contribution to Short Film